# Будущее (фильм, 2011)
«Будущее» (англ. The Future) — американо-германская кинодрама 2011 года Миранды Джулай, которая написала сценарий, выступала как режиссёр и снялась в главной роли. Мировая премьера состоялась на кинофестивале «Сандэнс» 2011 года, где фильм был показан в разделе «Премьеры». Картина была номинирована на «Золотой медведь» на 61-м Берлинском международном кинофестивале. В прокат в США фильм вышел 29 июля 2011 года, в Германии — 27 октября 2011 года. В России фильм вышел 10 ноября 2011 года.
«Будущее» родилось как спектакль, который был поставлен Джулай в нью-йоркском театре The Kitchen в 2007 году.

## Сюжет
Действие фильма происходит в США 1930-х годов. Супруги Софи (Миранда Джулай) и Джейсон (Хэмиш Линклейтер) решают взять домой бездомную кошку По-По. Они ещё не знают, что это решение радикально изменит их взгляды на жизнь, проверяя их веру друг в друга и в себя.

## В ролях
- Миранда Джулай — Софи / Голос По-По
- Хэмиш Линклейтер — Джейсон
- Дэвид Варшовский[англ.] — Маршалл
- Изабелла Акрес — Габриэлла
- Джо Паттерлик — Джо / Голос Луны
- Анджела Тримбур — регистратор танцевальной студии
- Мэри Пассери — регистратор приюта для животных
- Кэтлин Гати — доктор Штраус
- Диана Сандовал — соседка
- Эринн К. Уильямс — Тэмми
- Оона Мекас — Саша
- Саманта Милаццо — Джейлин

## Съёмочная группа
- Режиссёр — Миранда Джулай
- Продюсеры — Джина Вонг, Герхард Мейкснер, Роман Пауль, Аарон Бекум (ассоциированный продюсер), Верона Мейер (ассистент продюсера), Лисси Мушоль (ассистент продюсера), Мэри Прендергаст (ассоциированный продюсер), Род Смит (ассоциированный продюсер), Сью Брюс Смит (исполнительный продюсер), Крис Стинсон (сопродюсер)
- Сценарист — Миранда Джулай
- Оператор — Николай фон Гревениц
- Композитор — Джон Брайон
- Художники — Эллиотт Хостеттер (постановщик), Рут Де Йонг, Кристи Уиттенборн (по костюмам), Макс Юрен (по декорациям)
- Монтажёр — Эндрю Бёрд

## Приём
«Будущее» получило в целом положительные отзывы. Так, рейтинг фильма на сайте Rotten Tomatoes 72 %; консенсус гласил: «Тёмное и причудливое исследование человеческого существования, которое бросает вызов зрителям, насколько оно вознаграждает их». На сайте Metacritic, который использует средний рейтинг критиков, фильм получил 67 из 100, с указанием «в целом благоприятные отзывы».
Фильм не очень хорошо выступил в кинопрокате, собрав в США всего 568 290 долларов при бюджете около $1 млн. За пределами США фильм собрал 318 510 долларов, в том числе, $113 922 в Великобритании, $72 523 в Германии и $18 593 в России.